# (73708) 1992 DV
(73708) 1992 DV – planetoida z pasa głównego asteroid okrążająca Słońce w ciągu 4,38 lat w średniej odległości 2,68 j.a. Odkryta 25 lutego 1992 roku.